# Рябець Бритомартида
Рябець Бритомартида (Melitaea britomartis) — вид денних метеликів родини сонцевиків (Nymphalidae).

## Поширення
Вид поширений у помірній Євразії від Північної Італії до Кореї. В Україні трапляється локально на півночі, центрі та сході країни і на Закарпатті.

## Опис
Довжина переднього крила 17-19 мм. Крила зверху цегляно-червоні, поцятковані чорними поздовжніми і поперечними смужками. Низ крил вохристо-жовтий, покритий рядами перев'язів складної конфігурації.

## Спосіб життя
За рік дає одне покоління. Метелики літають в червні — на початку липня. Гусениці живляться подорожником, веронікою, льонком і деякими іншими видами трав'янистих рослин.